# Mecanisme d'acció

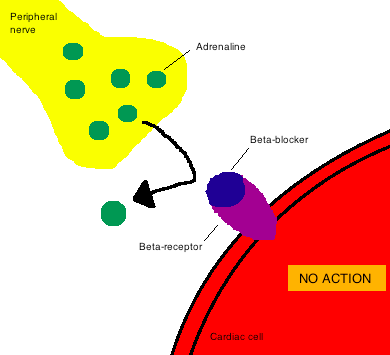
Els beta bloquejadors exerceixen el seu efecte farmacològic, disminuint la freqüència cardíaca, en unir-se i antagonitzar competitivament a un tipus de receptor anomenat adrenoceptors beta.

En farmacologia, el terme mecanisme d'acció es refereix a la interacció bioquímica específica mitjançant la qual un medicament produeix el seu efecte farmacològic. Un mecanisme d'acció sol incloure esment de les dianes moleculars específiques a les quals s'uneix el fàrmac, com ara un enzim o receptor. Els llocs receptors tenen afinitats específiques pels fàrmacs en funció de l'estructura química del fàrmac, així com de l'acció específica que hi té lloc.
Els fàrmacs que no s'uneixen als receptors produeixen el seu efecte terapèutic corresponent simplement interactuant amb propietats químiques o físiques del cos. Exemples habituals de fàrmacs que funcionen d'aquesta manera són els antiàcids i els laxants.
En canvi, un mode d'acció descriu canvis funcionals o anatòmics, a escala cel·lular, resultants de l'exposició d'un organisme viu a una substància.